# Округ Монро (Охајо)
Округ Монро (енгл. Monroe County) је округ у америчкој савезној држави Охајо.

## Демографија
По попису из 2010. године број становника је 14.642, што је 538 (-3,5%) становника мање него 2000. године.
| Група             | 2000.          | 2010.          |
| Белци             | 14.944 (98,4%) | 14.326 (97,8%) |
| Афроамериканци    | 40 (0,3%)      | 61 (0,4%)      |
| Азијати           | 11 (0,1%)      | 16 (0,1%)      |
| Хиспаноамериканци | 62 (0,4%)      | 59 (0,4%)      |
| Укупно            | 15.180         | 14.642         |